# Lunel
Lunel település Franciaországban, Hérault megyében. Lakosainak száma 26 380 fő (2022. január 1.). Lunel Aimargues, Gallargues-le-Montueux, Lunel-Viel, Marsillargues, Saint-Just, Saint-Nazaire-de-Pézan, Saturargues és Villetelle községekkel határos.

## Népesség
A település népességének változása:
| Lakosok száma | 10 735 | 15 648 | 18 404 | 23 914 | 25 006 | 25 178 | 26 239 | 26 385 | 26 356 | 26 380 |
|               | 1968   | 1982   | 1990   | 2006   | 2013   | 2015   | 2017   | 2019   | 2020   | 2022   |